# 佐野文俊
佐野 文俊（さの ふみとし、1974年10月1日 - ）は、日本の男性ナレーター、ディスクジョッキー。東京都出身。東京コミュニケーションアート専門学校卒業。サンディ所属。

## 出演作品

### ナレーション

#### テレビナレーター/キャスター
- Music B.B.（26局ネット）
- i-SPORTS Heart-Beat Weekend（BS-TBS）
- J-SPO（TBSテレビ）
- 64マリオスタジアム（テレビ東京）
- ギルガメッシュLIGHT（BSテレビ東京）
- 聞きこみ!ローカル線 気まぐれ下車の旅（BSテレビ東京）
- 出発!ローカル線 聞きこみ発見旅（BSテレビ東京）

#### スポーツ関連
- BEACH SOUND SURFER'S SELECTION!（USEN）
- 2004 アテネ五輪 ハイライト（TBSテレビ）
- アジア大会2002釜山（BS-TBS）
- 2002 FIFAワールドカップ ハイライト（TBSテレビ）
- UEFAチャンピオンズリーグ 2002-03（TBSテレビ）
- 朝ズバッ!＆JNNイブニング・ニュース世界陸上（TBSテレビ）

### DJ
- ABCマート ABCリコメンズ（USEN）
- SURF'S UP（Inter-FM）
- Xbox Live The Party（Inter-FM）
- EVER BLUE（BAY-FM）
- J-HITS POWER STATION（FM-FUJI）
- DateNetz JOINUS SQUARE（Date fm）
- ラジオ黄金時代 Midnight Groove（JFN系列31局ネット）